# 1.ª Sección Electoral de la Provincia de Buenos Aires
La 1.ª Sección Electoral de la Provincia de Buenos Aires comprende 24 partidos del Gran Buenos Aires que aportan
15 diputados provinciales y 
8 senadores provinciales.
Según el último padrón electoral (2021), está compuesta por 4.795.793 electores habilitados para votar en 13.466 mesas.

## Cámara de Diputados de la Provincia de Buenos Aires
1. Alonso, Soledad Antonia
2. Cubria, Patricia
3. Carusso, Walter Héctor
4. Galán, Débora Sabrina
5. Gómez Parodi, Juan Miguel
6. Eslaiman, Rubén
7. Grana, Adrián Eduardo
8. López, Roxana Alejandra
9. Molle, Matías
10. Pérez, Juan José
11. Barbieri, Verónica Mabel
12. Brizzi, María Eugenia
13. Bugalll Di Prinzio, Luciano
14. Campbell, Alexander
15. Caruso, Gabriela
16. Ruiz, Noelia Florencia

## Senado de la Provincia de Buenos Aires
1. Vannelli, Sofía
2. García, María Teresa
3. Vivona, Luis
4. Soos, Gustavo
5. Gribaudo, Christian
6. Reich, Daniela
7. De La Torre, Joaquín
8. Ahumada, Aldana

## Partidos por departamento judicial
Los 24 partidos están distribuidos en la totalidad o parte de 5 departamentos judiciales: 
- Departamento judicial de Zárate - Campana (parte):

1.Campana, 110 566 habitantes (Indec, 2022).
2.Escobar, 256 268 habitantes (Indec, 2022).
- Zona norte del GBA

- Departamento judicial de San Martín (1 689 493 habitantes (Indec, 2010)):

3.José C. Paz. (265.981 habitantes)
4.Malvinas Argentinas. (321.833 habitantes, 2010)
5.San Miguel
6.General San Martín y
7.Tres de Febrero.
- Departamento judicial de San Isidro (1.495.694 habitantes):

8.San Fernando.
9.San Isidro.
10.Pilar.
11.Tigre
12.Vicente López.
- Departamento judicial de Morón, 1 253 964 habitantes (Indec, 2010):

13.Morón.
14.Hurlingham.
15.Ituzaingó.
16.Merlo.
- Departamento judicial de Mercedes (parte):

17.General Las Heras.
18.Luján.
19.Marcos Paz.
20.Mercedes.
21.Navarro.
22.Suipacha.
23.Moreno.
24.General Rodríguez.

## Regiones educativas
Para las elecciones de concejales y consejeros escolares, cada uno de los partidos en los que se divide la Provincia, constituye un distrito electoral, agrupados en regiones educativas.
La región electoral contiene las regiones educativas 3, 6, 7, 8 y 9, además de parte de las regiones 10 y 11.